# Asalto de Córdoba
El Asalto de Córdoba fue una acción militar efectuada el 21 de junio de 1829 en el contexto de las guerras civiles argentinas.
Cuando el ejército federal comandado por Facundo Quiroga – secundado por el derrocado gobernador Juan Bautista Bustos y sus montoneros – invadió Córdoba en 1829, el general José María Paz salió a su encuentro, dejando la defensa de la ciudad de Córdoba bajo el mando del coronel Agustín Díaz Colodrero, de origen correntino.
Quiroga evitó encontrarse con el jefe unitario y atacó la ciudad. La defensa dirigida por Díaz Colodrero fue intensa, pero breve e inútil: cuando Díaz Colodrero fue herido de muerte, los defensores se rindieron y la ciudad cayó en manos de los federales.
Pocos días después, Quiroga abandonaba Córdoba para enfrentar a Paz en la batalla de La Tablada, en la que sería derrotado.
- Datos: Q5707756